# Паметник на мъчениците от Хеймаркет
Паметникът на мъчениците от Хеймаркет (на английски: Haymarket Martyrs' Monument) е погребален монумент и скулптура, разположена на гробището Forest Home във Форест Парк, Илинойс, предградие на Чикаго. Посветен през 1893 г., той отбелязва подсъдимите, участващи в трудови вълнения, които са обвинени, осъдени и екзекутирани за все още неразкрития бомбен атентат по време на аферата Хеймаркет (1886 г.). Бронзовите скулптурни елементи на паметника са дело на художника Алберт Вайнерт. На 18 февруари 1997 г. паметникът е обявен за национална историческа забележителност.
След аферата Хеймаркет, процеса и екзекуциите, Август Спайс, Адолф Фишер, Джордж Енгел, Луис Линг и Албърт Парсънс са погребани в немското гробище Валдхайм (по-късно обединено с гробището Forest Home).

## История на паметника
Сдружение „Пионерска помощ и подпомагане“ организира подписка за надгробен паметник. През 1893 г. Паметникът на мъчениците в Хеймаркет от скулптора Алберт Вайнърт е издигнат във Валдхайм. Състои се от 16-футова гранитна шахта, покрита с издялан триъгълен камък. Има основа с две стъпала, която също поддържа пиедестал и монументална фигура на справедливостта, изобразена като жена, стояща на стража над тялото на загинал работник, и двете от бронз. В едната си ръка тя държи лавров венец за да увенчае падналите. На върха на второто стъпало лежи аранжировка от палмови листа в бронз. Надписът на пиедестала гласи „1887“, годината на екзекуциите. Освен това има цитат на първата стъпка, приписван на Спайс, записан точно преди екзекуцията му чрез обесване: „Ще дойде денят, когато нашето мълчание ще бъде по-мощно от гласовете, които задушавате днес.“
На гърба на паметника са изписани имената на мъжете. Над имената бронзова плоча съдържа текст на помилването, издадено по-късно от губернатора Джон Питър Алтгелд от Илинойс.
Паметникът е осветен на 25 юни 1893 г. след поход от Чикаго. Церемонията по освещаването е посетена от 8 000, със знамена на профсъюзите и американското знаме, закачени върху паметника. Европейски съюзи и американски организации изпращат цветя за поставяне. Редица активисти и работнически лидери впоследствие са погребани наблизо. Обвиняемите от Хеймаркет, Михаел Шваб и Оскар Нийбе също са погребани на паметника, когато почиват. Самюел Фийлдън е единственият обвиняем в Хеймаркет, който не е погребан във Форест Хоум. Години наред се провеждат годишни възпоменания.
От 70-те години на XX век Дружеството за трудова история на Илинойс държи нотариалния акт за паметника и отговаря за неговата поддръжка и реставрация. То провежда месечни обиколки с екскурзовод на гробището Forest Home от май до октомври.

## Времева капсула
През октомври 2016 г. доброволци и учени копаят близо до основата на паметника, където откриват урна, докато търсят изгубена капсула на времето, която е била заровена под крайъгълния камък на 6 ноември 1892 г. по време на изграждането на паметника. Урната е направена от камък или бетон и покрита с мрамор, висока 24 инча (62 см) и широка 12 инча (30 см). Според списък в архивите на Pioneer Aid and Support Association изгубената капсула на времето трябва да съдържа статии от вестници, писма до и от обвиняемите в Хеймаркет и снимки на мъжете и техните семейства. Освен това съдържа документи от съдебни процеси, есета, писма и препоръки от редица профсъюзи и братски организации. Освен това може да съдържа бюст на Август Спайс. Продължават изследванията за определяне на местоположението на капсулата на времето.
Групата, която открива цилиндъра на урната, намира и по-малък бетонен куб, за който се смята, че е хранилище за кремация на пепелта на мъченика от Хеймаркет Оскар Нийбе, помилван от губернатора Джон Алтгелд, починал през 1916 г.